# Neper (bůh)
Neper také Nepra či Nepri byl egyptský bůh obilí.
Je často zobrazován jako dítě kojené bohyní Renenutet. Jeho tělo bylo pokryté tečkami, představující zrna. Byl spojován zejména s nejpoužívanějšími druhy obilí, a to ječmenem a dvouzrnkou. Jeho jméno se překládá jako „pán úst“, což odkazuje na obilí jako zdroj obživy. Později byl považován jen za aspekt boha Usiraa.
Jeho partnerkou mohla být bohyně tkaní Tajet.